# Secretaría Nacional de Niñez, Adolescencia y Familia
La Secretaría Nacional de Niñez, Adolescencia y Familia (SENNIAF) es la institución autónoma del gobierno de Panamá encargada de velar por los derechos de la niñez y la adolescencia. Tiene potestad para investigar denuncias por abuso infantil y retirar a la población abusada de su núcleo familiar de ser necesario, así como administra diversos hospicios y albergues institucionales para niños en riesgo social, sin hogar o apartados de sus hogares. Su actual titular es Graciela Mauad Ponce.

## Funciones
De acuerdo con su ley orgánica, el Patronato Nacional de la Infancia, tiene, entre algunas de sus funciones, las siguientes.
Desde la Dirección Nacional de Niñez, Adolescencia y Adopciones del Ministerio de Desarrollo Social se ejecutaban programas de protección a la niñez, sin embargo, era necesario construir una entidad que promoviera la integralidad de actores y acciones sociales para la atención efectiva de los problemas de la Niñez. Con el fin de generar una cultura organizacional que asegure un comportamiento ético y basado en derechos, de todos los integrantes de la Secretaria Nacional de Niñez, adolescencia y Familia, se adoptan los siguientes valores: Respeto a los derechos humanos, Honestidad y transparencia, Responsabilidad social, Ética profesional y Productividad, eficiencia y eficacia.

## Controversias
En febrero de 2021, a raíz del nombramiento de la subdirectora del SENNIAF, Carla García, a ser gobernadora de la Provincia de Panamá, surgió un escándalo sobre el maltrato y supuesto abuso de menores en varios albergues dirigidos por el SENNIAF. Tanto Carla García como la entonces directora del SENNIAF, Mayra Inés Silvera, declararon que tenían desconocimiento de ello. Sin embargo, comenzaron las investigaciones por los abusos, cuyo resultado fue la detención de sólo 6 funcionarios. Silvera renunció como directora del SENNIAF en marzo de 2021, reemplazada por Graciela Mauad.